# Ritstift

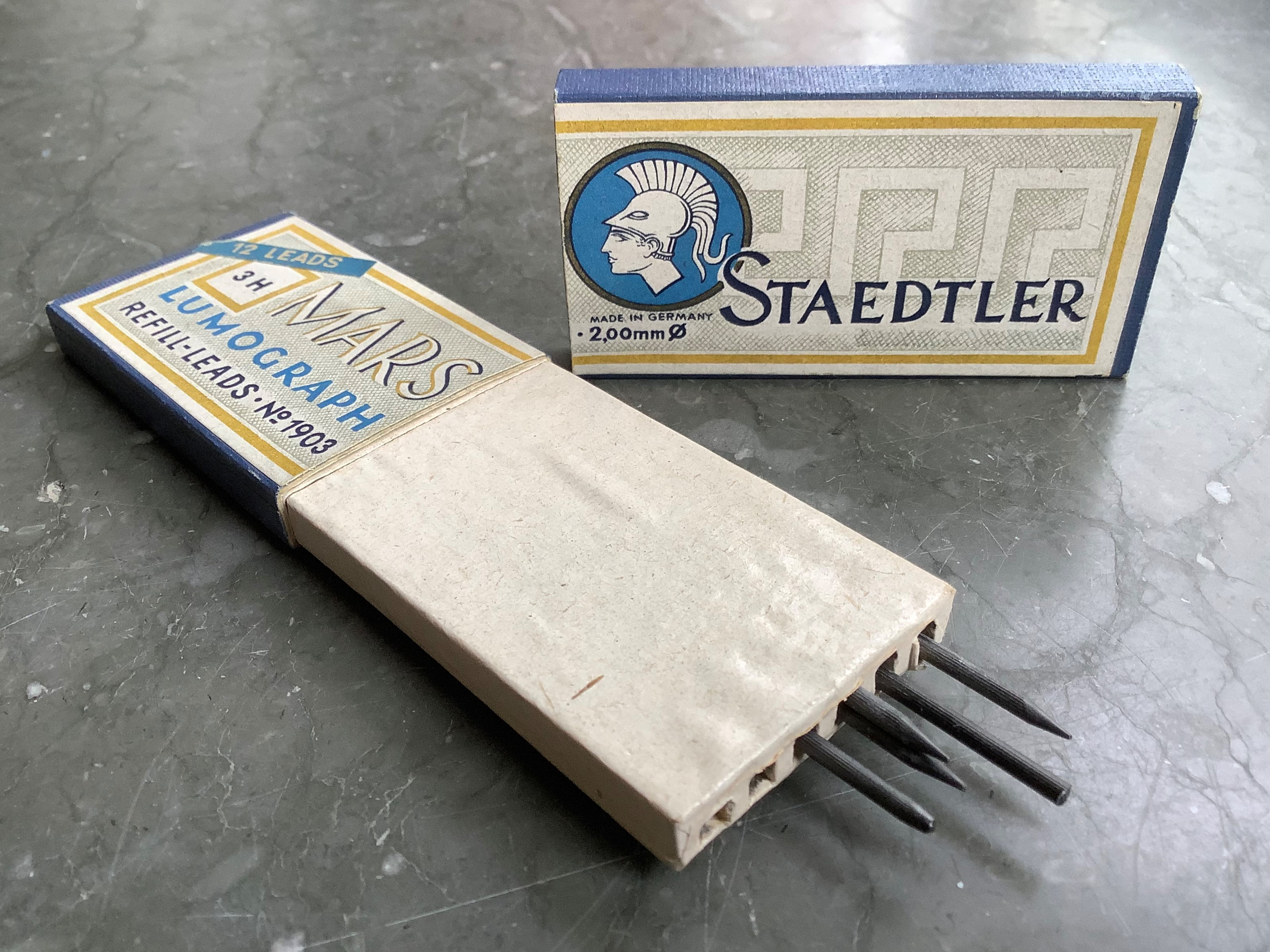
Ett etui med blyertsstift från Staedtler.

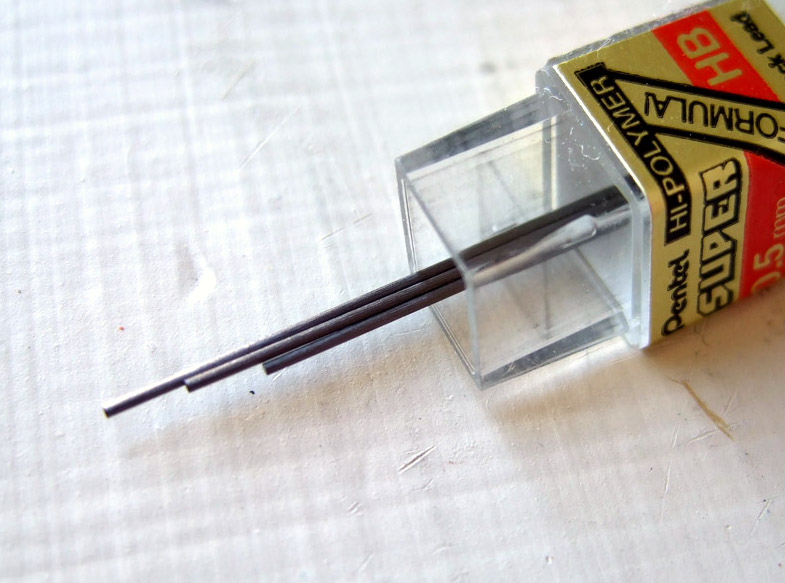
Tunna ritstift

Ritstift är ofta tunna blyertsstift som används för stiftpennor. Med ritstift går det att återfylla en penna så mycket man vill. De vanligaste storlekarna brukar vara 0,7 mm och 0,5mm, men det finns mindre och större varianter som 5,6 mm. Ritstift är ofta gjorda av blyerts, men det finns även färgade ritstift som används mest av illustratörer och konstnärer.